# Abarenicola claparedii
Abarenicola claparedii är en ringmaskart. Abarenicola claparedii ingår i släktet Abarenicola och familjen Arenicolidae. Utöver nominatformen finns också underarten A. c. oceanica.